# Лиманский (Тбилисский район)
Лиманский — упразднённый хутор в Тбилисском районе Краснодарского края России. На момент упразднения входил в состав Геймановского сельского округа. В 1997 хутор исключен из учётных данных.

## География
Располагался на левом берегу реки Зеленчук 2-й, в 1 км (по прямой) к западу от окраины хутора Дубовиков.

## История
Постановлением заксобрания Краснодарского края от 30 сентября 1997 года № 714-П хутор исключен из учётных данных.